# كلود ديلينا
كلود ديلينا (14 ديسمبر 1987 بكليشي في فرنسا - ) (بالفرنسية: Claude Dielna)‏ هو لاعب كرة قدم فرنسي في مركز الدفاع. لعب مع شيفيلد وينزداي ونادي أجاكسيو ونادي أولمبياكوس ونادي إستر ونادي سلوفان براتيسلافا ونادي سيدان ونادي لوريان.

## وصلات خارجية
- كلود ديلينا على موقع رابطة كرة القدم الفرنسية للمحترفين (الإنجليزية)
- كلود ديلينا على موقع الدوري الأمريكي (الإنجليزية)
- كلود ديلينا على موقع قاعدة بيانات كرة القدم.إي يو (الإنجليزية)
- كلود ديلينا على موقع ليكيب (الفرنسية)
- كلود ديلينا على موقع Soccerbase.com (لاعب) (الإنجليزية)
- كلود ديلينا على موقع Soccerway.com (الإنجليزية)
- كلود ديلينا على موقع AS.com (الإسبانية)